# Robert Hay, 2. Baronet

Wappen des Sir Robert Hay, 2. Baronet

Sir Robert Hay, 2. Baronet (* 1672; † 20. Dezember 1751 in Linplum, Haddingtonshire) war ein schottisch-britischer Adliger und Offizier.

## Leben
Er war der jüngere Sohn des Sir James Hay, 1. Baronet († 1704), aus dessen erster Ehe mit Jean Scott († vor 1682). Da sein älterer Bruder John Hay, Younger of Linplum, bereits 1687 ohne männliche Nachkommen starb, erbte er beim Tod seines Vaters 1704 dessen Ländereien sowie dessen Adelstitel als 2. Baronet, of Linplum in the County of Haddington.
Er trat als Offizier in die schottische, ab 1707 britische Armee ein, und stieg bis zum Lieutenant-Colonel des 2nd Regiment of Dragoons auf.
Er starb 1751 kinderlos und vermutlich unverheiratet im Alter von 79 Jahren auf seinem Familiensitz in Linplum. Da er keinen männlichen Nachkommen hinterließ, erlosch sein Adelstitel mit seinem Tod. Seine Ländereien vermachte er seinem Neffen dritten Grades, Major-General Lord Charles Hay (nach 1688–1760), jüngerer Sohn des 3. Marquess of Tweeddale.